# Stagno di Pauli Murtas
Lo stagno di Pauli Murtas è una zona umida situata in prossimità della costa occidentale della Sardegna, all'altezza del golfo di Oristano. Amministrativamente appartiene al comune di San Vero Milis.